# Чёмбар
Чёмбар — деревня в Шиловском районе Рязанской области в составе Краснохолмского сельского поселения.

## Географическое положение
Деревня Чёмбар расположена на Окско-Донской равнине у истоков реки Лукмос в 28 км к юго-западу от пгт Шилово. Расстояние от деревни до районного центра Шилово по автодороге — 34 км.
К западу и востоку от деревни в непосредственной близости расположены крупные лесные массивы. В южной части деревни имеется пруд. Ближайшие населенные пункты — поселок Фабричный и село Лукмос (Сапожковский район), село Красный Холм.

## Население
| 1859 | 1897  | 1906  | 2010 |
| ---- | ----- | ----- | ---- |
| 1055 | ↗1397 | ↗1823 | ↘29  |

По данным переписи населения 2010 г. в деревне Чёмбар постоянно проживают 29 чел. (в 1992 г. — 90 чел.).

## Происхождение названия
В своей работе «Топонимика, как источник для изучения истории края» Н. П. Милонов выводит название с иноязычного «чембар» — росток.

## История
Поселок Чёмбар возник в 1843—1844 гг. у истоков реки Лукмос, как выселки из близлежащего села Коровка. В 1865 г. из села Овсянникова Пронского уезда сюда была перенесена деревянная церковь, в том же году поставлена и освящена во имя Казанской иконы Божией Матери. С этого времени поселение стало писаться селом. В мае 1885 г. в селе случился большой пожар, сгорело 60 дворов. В 1885 г. здесь была открыта церковно-приходская школа. Первой учительницей в ней была А. А. Запольская. 
К 1888 г. в селе Чембар насчитывалось 145 дворов, в коих проживало 649 душ мужского и 715 душ женского пола. Значительную часть населения села составляли раскольники старообрядцы беспоповского толка: по данным на 1888 г. — 53 двора с проживавшими в них 86 мужчинами и 99 женщинами. В начале XX в. настоятелем старообрядческой общины был житель деревни Непложа — Макар. В селе имелось отдельное старообрядческое кладбище.
В конце XIX — начале XX вв. село Чёмбар являлось административным центром Чёмбарской волости Сапожковского уезда. По данным переписи 1897 г. в селе имелись волостное правление, церковь, церковно-приходская школа, 2 мелочные лавки, 2 кузницы, 2 маслобойни и кирпичный завод. Кроме того в селе Чёмбар проживали пильщики, бочары, печники, кровельщики, землекопы, 2 сапожника, 5 сторожей, 9 плотников и 10 пастухов; 50 семейств нанимались в батраки к помещику близлежащего села Песочня А. И. Кошелеву. Землепользование общинное — принадлежащее общине государственных крестьян. Часть жителей села занималась отхожим промыслом: работала чернорабочими в Царицыне, Ростове, Рыбинске и др. городах.
В 1910—1911 гг. на средства прихожан на месте старой деревянной церкви в селе Чёмбар был поставлен новый каменный Казанский храм с такою же колокольней. К этому времени в селе проживало уже 322 души раскольников-старообрядцев.
После установления советской власти в селе Чёмбар был в 1920 г. открыт медпункт, организован колхоз, в 1939 г. закрыта Казанская церковь. Село Чёмбар было отнесено к Шиловскому району Рязанской области и понижено в статусе до деревни. Последняя последовательница старообрядческой церкви в Чёмбаре, Бастрыкина Евфросиния Ивановна, умерла в 2007 г.

## Достопримечательности
- Храм Казанской иконы Божией Матери — Казанская церковь. Построен в 1911 г. Находится в руинированном состоянии.[10]